# Osuszacz adsorpcyjny
Osuszacz adsorpcyjny – urządzenie służące do osuszania powietrza z zawartej w nim wilgoci z wykorzystaniem adsorpcji wody przez środki suszące (zwane też desykantami), takie jak np. aktywowany tlenek glinu, żel krzemionkowy, chlorek litu, sita molekularne. Zależnie od zastosowanej technologii i desykantu możliwe jest osuszenie powietrza w bardzo wysokim stopniu (punkt rosy do −70 °C w przypadku osuszaczy sprężonego powietrza).

## Osuszacze adsorpcyjne powietrza atmosferycznego

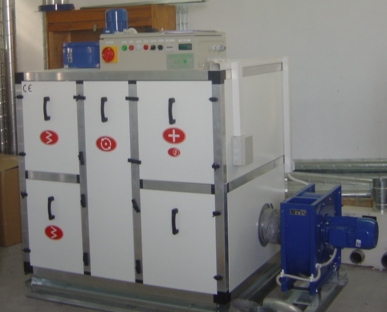
Osuszacz adsorpcyjny powietrza atmosferycznego

Osuszacze adsorpcyjne powietrza atmosferycznego znajdują zastosowanie wszędzie tam, gdzie niezbędne jest osuszanie powietrza w różnych procesach technologicznych, a także w pomieszczeniach magazynowych z wymaganiami niskiego poziomu wilgotności (przy przechowywaniu produktów lub materiałów narażonych na wilgoć). Suche powietrze o niskiej wilgotności względnej znajduje zastosowanie w przemyśle farmaceutycznym, spożywczym, energetyce, chłodnictwie itp. Obniżona wilgotność powietrza w wielu wypadkach decyduje o jakości wyrobów, pewności, niezawodności, wydajności procesów produkcji i pakowania.

## Osuszacze adsorpcyjne sprężonego powietrza

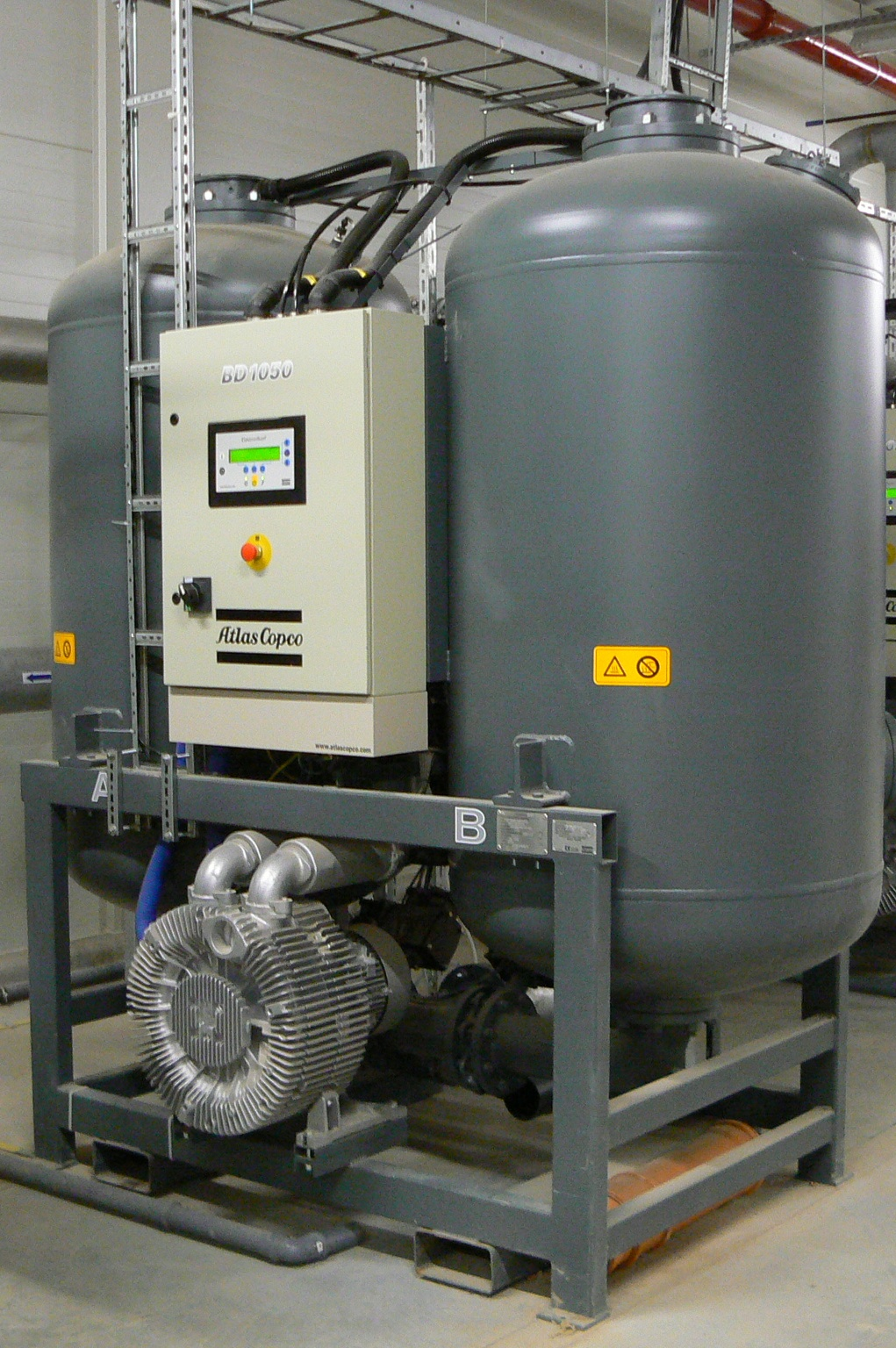
Osuszacz adsorpcyjny sprężonego powietrza regenerowany na gorąco

Osuszacz adsorpcyjny sprężonego powietrza usuwa wilgoć z powietrza pod ciśnieniem. Jest to bardzo często stosowany element układu uzdatniania powietrza wytwarzanego przez sprężarkę. Jest stosowany w przemysłowych lub warsztatowych aplikacjach, które wymagają odpowiednio osuszonego sprężonego powietrza.

## Konstrukcja

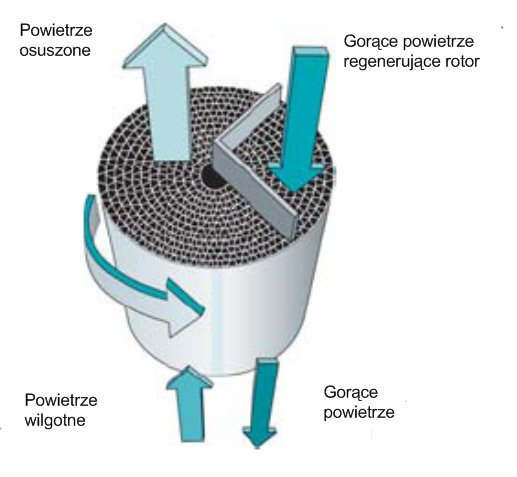
Zasada działania rotora

Osuszacze adsorpcyjne powietrza atmosferycznegoNajczęściej wykonane są w technologii rotora (bębna) osuszającego. Rotor składa się ze falistej struktury z włókna szklanego, która zawiera materiał osuszający (desykant). Dwa strumienie powietrza równocześnie przechodzą przez dwa sektory obracającego się powoli rotora. Jeden strumień wilgotnego, sprężonego powietrza jest osuszany, aby dostarczyć powietrze o odpowiednim punkcie rosy. Drugi strumień regeneruje (osusza) wirnik, aby mógł on znowu pochłaniać wilgoć.
Osuszacze adsorpcyjne sprężonego powietrzaNajczęściej składają się z dwóch zbiorników wypełnionych środkiem suszącym. Gdy jeden ze zbiorników osusza przepływające przez niego sprężone powietrze, drugi jest regenerowany. Zdolność desykantu do pochłaniania wilgoci maleje wraz ze stopniem jego nasycenia. Po pełnym nasyceniu wilgocią musi on zostać zregenerowany. Aby to się stało, w zbiorniku zawierającym nasycony wilgocią desykant zostaje obniżone ciśnienie do poziomu ciśnienia atmosferycznego, a nagromadzona wilgoć zostaje wyrzucona do otoczenia. Sposób usuwania wilgoci zależy od rodzaju osuszacza.

## Typy osuszaczy adsorpcyjnych

### Osuszacze adsorpcyjne regenerowane na zimno
Zasada działaniaW osuszaczach adsorpcyjnych regenerowanych na zimno, regeneracja odbywa się przez bezpośrednie przepuszczenie przez adsorbent części sprężonego powietrza, które zostało wcześniej osuszone. To powietrze spustowe pochłania wilgoć z adsorbentu, efektywnie go regenerując.
ZastosowanieMetoda ta jest najbardziej efektywna w systemach o mniejszych przepływach powietrza, gdzie minimalizacja zużycia energii jest priorytetem.

### Osuszacze adsorpcyjne regenerowane na ciepło
Zasada działaniaTa metoda polega na podgrzewaniu powietrza spustowego przed jego wprowadzeniem do adsorbentu. Ciepło ułatwia desorpcję wilgoci, zwiększając efektywność regeneracji.
ZastosowanieIdealne dla średnich do dużych przepływów powietrza, gdzie oszczędność energii i zmniejszenie zużycia powietrza sprężonego są ważne.

### Osuszacze adsorpcyjne regenerowane dmuchawą
Zasada działaniaW tej metodzie powietrze z otoczenia jest dmuchane przez grzałkę elektryczną, a następnie przeprowadzane przez nasączony wilgocią adsorbent. Ciepło powietrza ułatwia desorpcję wilgoci.
ZastosowanieEfektywne dla wszystkich rozmiarów przepływów, szczególnie tam, gdzie dostępne jest niskokosztowe źródło energii elektrycznej.

### Osuszacze adsorpcyjne HOC (Heat of Compression)

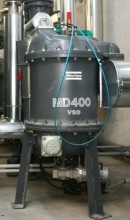
Osuszacz adsorpcyjny sprężonego powietrza regenerowany ciepłem kompresji

Zasada działaniaWykorzystują ciepło generowane w procesie sprężania powietrza do regeneracji adsorbentu. Ciepło sprężonego powietrza, zamiast być marnowane, jest kierowane bezpośrednio do osuszacza, gdzie regeneruje adsorbent.
ZastosowanieNajlepiej sprawdzają się w systemach, gdzie ciągły proces sprężania i osuszania zachodzi równolegle, idealne dla kompresorów bezolejowych.